# Tongoenas burleyi
Tongoenas burleyi — вимерлий вид голубів, що існував у пізньому плейстоцені та ранньому голоцені. Вид був ендеміком островів Тонга на заході Тихого океану. Траплявся на островах Фоа, Ліфука, Уїга, Гаафева, Тонгатапу, Еуа. Птах сягав до 50 см завдовжки, не враховуючи хвоста, і був одним з найбільших видів голубів. Живився плодами дерев. Приблизно 850 року до н. е. на острови прибули люди, які почали полювати на птахів. Приблизно через два століття голуб був знищений людьми.